# Nebuna din Chaillot
Nebuna din Chaillot  (în franceză La Folle de Chaillot) este o piesă de teatru, o satiră poetică a dramaturgului francez Jean Giraudoux. A fost scrisă în 1943 și jucată pentru prima dată în 1945, după moartea sa. Piesa are două acte. Povestea se referă la o femeie excentrică care locuiește la Paris și descrie luptele ei împotriva personajelor de autoritate din viața ei.
Producția originală a fost realizată cu colaboratorul frecvent al lui Giraudoux, actorul și regizorul de teatru Louis Jouvet, care a jucat rolul lui Ragpicker. Celebra actriță franceză Marguerite Moreno a fost inspirația piesei. Piesa a fost rejucată frecvent în Franța, rolul principal titular fiind jucat de Edwige Feuillère, Madeleine Robinson sau Judith Magre.
În 1957, piesa a fost pusă în scenă de regizorul Liviu Ciulei la Teatrul Municipal.
Olga Tudorache a interpretat în 1978 rolul titular (contesa Aurelia) la Teatrul Mic din București și Teatrul din Brăila.

## Personaje
- Prospectorul
- Președintele
- Peticarul
- Misitul
- Baronul
- Pierre
- Irma
- Aurelie, nebuna din Chaillot
- Constance, nebuna din Passy

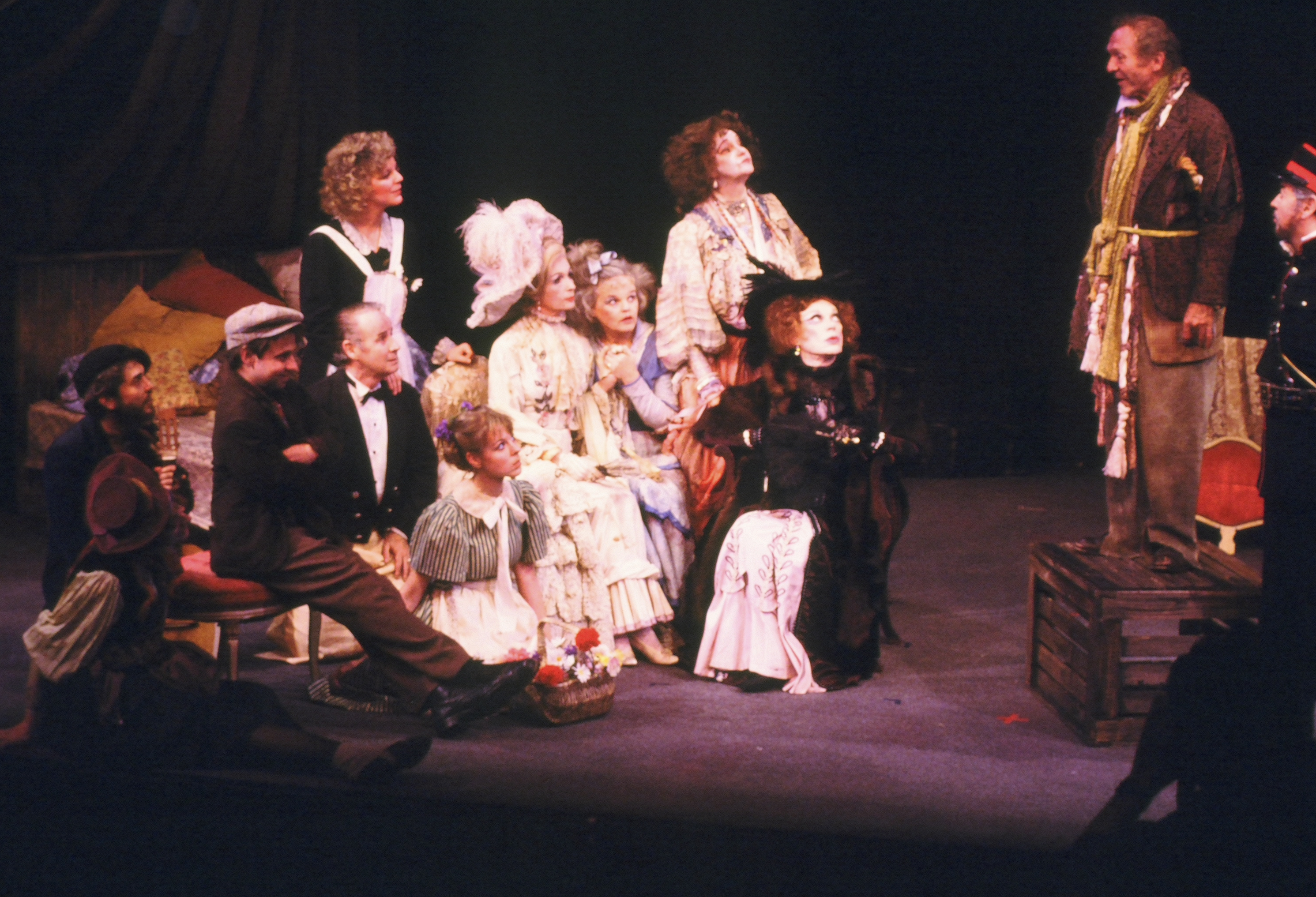

- Gabrielle, nebuna din Saint-Sulpice
- Josephine, nebuna din Concorde
- Chelnerița
- Sergentul de stradă

## Adaptări
A fost ecranizat în 1969 sub același nume (în engleză The Madwoman of Chaillot) în regia lui Bryan Forbes,  cu Katharine Hepburn ca Aurelia, nebuna din Chaillot, Charles Boyer și Claude Dauphin în rolurile principale.
În 1953 a fost adaptat pentru Teatrul Național Radiofonic în traducerea și adaptarea radiofonică a lui Scarlat Froda și regia artistică a lui V. Siegfried. În distribuție au interpretat actorii de voce Lucia Sturdza Bulandra, Leny Caler, Marieta Rareș, Nelly Sterian, Mircea Șeptilici, George Măruță, Ion Lucian, Mircea Balaban, Vili Ronea, Anca Verești, Victor Rebengiuc, Vasile Florescu, Lazăr Vrabie, Robert Ulrich, Benedict Dabija, Adrian Georgescu, Mircea Block, Vasilica Tastaman, Gheorghe Oancea, Octavian Cotescu, George Iliescu, Puiu Hulubei, Mircea Albulescu, Dumitru Furdui, Costin Ionescu, Paul Nestorescu, Nicolae Mavrodin, Gheorghe Iorgulescu, Jean Reder, Nae Ștefănescu, Paul Zbrențea, Ilariu Popescu, Eveline Gruia, Cella Marion, Ileana Mândrilă și Nicolae Tomazoglu.